# 帕卡利塔·莫西西里
帕卡利塔·莫西西里（Pakalitha Mosisili，1945年3月14日—），為非洲君主立憲國家賴索托的前任首相。1998年5月29日，他领导的莱索托民主大会党在大选中获胜，國王萊齊耶三世任命他為首相，2002年和2007年两次连任。2012年議會選舉中，莫西西里領導的民主大會黨只取得120席中的48席，又未能組成聯合政府，於5月30日辭職。

## 生平
1993年，他当选为议员，并成为教育大臣。1994年4月14日，他连同三名的其他部长被士兵短暂绑架，副首相Selometsi Baholo在这一事件中丧生。 1995年1月，他出任副首相兼教育大臣。  Mosisili was appointed Deputy Prime Minister in late January 1995, while remaining Minister of Education; 1995年7月20日，他被任命为内政大臣。
1997年6月，巴苏陀兰大会党发生分裂，以莫赫勒为首的“首相派”脱离大会党，成立民主大会党并执政。
1998年2月21日， 莫西西里当选民主大会党领导人，首相莫赫勒宣布由于健康欠佳选择下台。
1998年5月举行第三次大选，民主大会党以绝对优势取胜，该党主席莫西西里任首相。反对党不承认选举结果并持续采取抗议活动抵制新政府，部分军人哗变，莱爆发严重动乱。应莱政府要求，南非、博茨瓦纳以南部非洲发展共同体名义派军队入莱平定动乱。在南共体调解下，执政党与反对党经过三年多的谈判，就以混合选举模式重新举行大选方式达成一致。2002年5月，莱按照“80＋40”的混合选举模式顺利举行大选，民主大会党再次赢得大选，莫西西里蝉联首相。 
2007年2月，莱按照混合选举模式举行大选，民主大会党再次获胜，党领袖莫西西里蝉联首相。反对党对选举模式提出异议，选后曾不断举行抗议活动，并就选举结果诉至莱高等法院，2008年7月，莱高等法院驳回了反对党针对选举结果的诉讼。
2009年4月22日凌晨3点，一伙不明身份的着莱索托军队服装持枪人员，约30人乘坐2两军车，袭击了首相官邸，一名嫌疑人死于枪战，另外两人在与安全部队冲突中被捕。莫西西里本人没有受伤。